# I Believe in Santa
I Believe in Santa ist ein US-amerikanischer Weihnachtsfilm von Alex Ranarivelo aus dem Jahr 2022. Er erschien am 14. Dezember 2022 weltweit über den Streamingdienst Netflix.

## Handlung
Lisa arbeitet als Journalistin. Sie hat gerade einen Artikel fertig, warum sie den 4. Juli für den bedeutendsten Feiertag des Landes hält und ihn sehr viel besser findet als das konsumorientierte Weihnachten. Da ihr Ex-Mann sich wieder nicht um ihre gemeinsame Tochter Ella kümmern kann, geht Lisa mit ihrer besten Freundin Sharon zu einem Fest, wo Ella einen Auftritt hat. Doch Ella verliert den Anschluss an die Gruppe. Dies entdeckt der Anwalt Tom, der auf dem Fest zusammen mit seinem Arbeitskollegen und besten Freund Assan eine kostenlose Rechtsberatung anbietet. Er bringt Ella zu seinem Stand und versucht sie aufzumuntern. Als Lisa das Verschwinden ihrer Tochter bemerkt, findet sie sie am Stand von Tom und vermutet etwas Schlimmes. Doch der Irrtum ist schnell aufgeklärt. Alle vier sehen sich das Feuerwerk zum 4. Juli an und im Laufe der nächsten Monate verlieben sich Lisa und Tom ineinander.
Als die Adventszeit sich nähert, offenbart sich jedoch Tom Lisa: er ist nicht nur weihnachtsverrückt, sondern glaubt tatsächlich an den Weihnachtsmann. In den nächsten Tagen plant er sämtliche Aktivitäten ein, die für ihn zu Weihnachten dazu gehören: Schlittschuhlaufen, Adventssingen, Baumschmücken und Plätzchen backen. Zunächst macht Lisa die Aktivitäten, auch wegen Ella, gerne mit. Aber sie hat Angst, dass Tom ihrer Tochter einen Wahn einredet. So setzt sich Ella sich bei einem Weihnachtsmann im Kaufhaus auf einen Schoß und flüstert ihm ihren Wunsch ins Ohr: dass ihre Mutter und Tom heiraten. Dies verrät sie den beiden aber nicht. Irgendwann wird es Lisa zu viel, zumal sie Tom nicht überzeugen kann, dass es den Weihnachtsmann nicht gibt. Außerdem hat sie von ihrem Chef den Auftrag bekommen, einen Artikel über die Weihnachtsfeiertage zu schreiben. Sie selbst wurde zu Weihnachten von ihren Eltern schwer enttäuscht und hasst seitdem die Festtage. Schließlich trennt sie sich von Tom, der am Boden zerstört ist.
Als Ella von ihrem Vater vor dem großen Schlittenrennen versetzt wird, lässt sie sich zu Tom bringen und gemeinsam wollen sie den Pappschlitten auf Vordermann bringen. Er lässt sogar den Nussknacker dafür sausen. derweil spricht Lisa mit Assan über Toms verrückte Weihnachtsmann-Manie. Am Tag des Rennens gewinnt Ella mit ihrer Mutter das Schlittenrennen. Am Ende kommen sich Tom und Lisa wieder näher. er verspricht nicht nur in der Weihnachtszeit das nächste Mal etwas ruhiger zu werden, sondern macht ihr einen Heiratsantrag. Da enthüllt Ella, dass dies ihr Weihnachtswunsch war. Die drei verbringen ein wunderschönes Weihnachtsfest und Lisa schreibt einen Lobtext auf Weihnachten.

## Hintergrund
Hauptdarsteller John Ducey ist auch Drehbuchautor des Films. Mit Regisseur Alex Ranarivelo hatte er bereits 2021 die beiden Weihnachtsfilme A Christmas Mystery und A Hollywood Christmas gedreht. Er ist außerdem mit Hauptdarstellerin Christina Moore verheiratet. Die beiden haben schon in insgesamt sechs Filmen zusammen gespielt.
Der Film startete am 14. Dezember 2022 auf Netflix.

## Soundtrack
Der Soundtrack besteht aus insgesamt 13 Songs.
1. Stars and Stripes„ – “David Flavin
2. Washington Post – Ilia Shiplov
3. Christmas Sweaters – Jonathan Tinne
4. Christmas Everyday – Everly
5. Up on the Housetop – Jonathan Tinne
6. Deck the Halls – Snow Problem
7. Falling Snow – Natalya Georgieff & Simon Hanson
8. Jolly Old Saint Nicholas – Missi Pyle
9. Russian Dance Op. 71 – APM Music
10. We Wish You a Merry Christmas – Everly and Jason Catron
11. I Believe – Everly
12. The Thunder March – Graham Ball
13. Krazy Kazoo – Jamie Christopherson

## Kritiken
Auf Film-rezensionen.de schreibt Oliver Armknecht: „I Believe in Santa erzählt von einem Mann, der auch als Erwachsener an den Weihnachtsmann glauben will. Die Diskussion, ob es ihn geben kann, fällt recht dünn aus. Der Humor ist ebenfalls nicht sonderlich erwähnenswert. Aufgrund des etwas kuriosen Szenarios ist der Film aber zumindest für große Weihnachtsfans einen Blick wert.“
Auf Kino&Co äußerte sich Tyler Süß sehr negativ über den Film: „Hin und wieder verirrt sich auch mal Qualität ins Hallmark-Wunderland. I Believe in Santa hat das aber leider nicht mitbekommen. (…) [Der Film sei] jetzt wirklich mal wieder in die unterste Schublade. Da hilft auch kein Glühweinfass mehr. Besonders schlimm: Anstatt sich einfach mit den gewohnten Hallmark-Nasen zu umgeben, hat sich I Believe in Santa das unschuldige Talent von Violet McGraw gesichert. Hoffentlich ist die Gute jetzt nicht fürs Leben verdorben.“ Auch wenn es die Rezension nahelegt: Tatsächlich handelt es sich nicht um einen Hallmark-Film.